# Acadia Parish
Acadia Parish är en parish (motsvarande county utanför Louisiana) i den amerikanska delstaten Louisiana, USA. År 2010 hade den 61 773 invånare. Den administrativa huvudorten är Crowley.

## Geografi
Enligt United States Census Bureau har countyt en total area på 1 703 km². 1 697 av den arean är land och 6 km² är vatten.

### Angränsande countyn
- Evangeline Parish - norr
- Saint Landry Parish - nordost
- Lafayette Parish - öst
- Vermilion Parish - söder
- Jefferson Davis Parish - väst

### Städer och samhällen
- Church Point
- Crowley
- Duson
- Estherwood
- Eunice
- Iota
- Mermentau
- Morse
- Rayne